# Sigil (software)
Sigil es un programa de edición, de software libre y de código abierto, para libros electrónicos en el formato EPUB.
Al ser un programa multiplataforma, Sigil se distribuye para Windows, OS X y sistemas Linux bajo licencia GNU GPL. Sigil soporta WYSIWYG y edición por código de archivos EPUB, así como la importación de HTML y archivos de texto sencillo.
Sigil ha sido desarrollado por Strahinja Val Marković y otros colaboradores desde 2009. Desde julio de 2011 a junio de 2015 John Schember fue el desarrollador principal. En junio de 2015 el desarrollo de Sigil fue tomado por Kevin Hendricks y Doug Massay.

## Características
Sigil incluye las siguientes características:
- Soporte completo para UTF-16 y EPUB 2.
- Vistas múltiples: libro, código y previsualización
- Editor WYSIWYG en vista de libro.
- Generador de tablas de contenido con soporte multinivel de encabezados.
- Editor de metadatos con soporte completo.
- Corrector ortográfico basado en Hunspell con configuraciones predeterminadas y especificadas por el usuario.
- Soporte completo para expresión regular (PCRE) para encontrar y reemplazar.
- Soporte de importación de EPUB y archivos HTML, imágenes, y hojas de estilo.
- Integrado API para editores externos de gráficos y HTML.
- Validador FlightCrew para EPUB validación estándar (plugin separado)

Sigil tiene soporte completo para especificaciones EPUB 2, pero solo soporte limitado para EPUB 3. Desde la versión 0.9.3 de enero de 2016, los desarrolladores se han centrado en "mejorar la capacidad de Sigil para trabajar con y generar libros electrónicos en formato Epub 3 sin perder ninguna de sus capacidades de Epub2".